# Brian Westbrook
Brian Collins Westbrook (født 2. september 1979 i Washington D.C., USA) er en tidligere amerikansk footballspiller, der spillede i NFL som running back for San Francisco 49ers og Philadelphia Eagles.
Westbrook var en del af det Philadelphia Eagles-hold, der i 2005 nåede frem til Super Bowl XXXIX, som man dog tabte til New England Patriots. To gange, i 2004 og 2007 er han blevet udtaget til Pro Bowl, NFL's All Star-kamp.

## Klubber
- 2002-2009: Philadelphia Eagles
- 2010: San Francisco 49ers